# André Morellet
Pour les articles homonymes, voir Morellet.
André Morellet, né le 7 mars 1727 à Lyon et mort le 12 janvier 1819 à Paris, est un prêtre, écrivain, encyclopédiste, économiste et traducteur français. 
Il se distingue des autres membres du parti philosophique, en ce que la plupart de ses écrits ont été autant d’actions, c’est-à-dire qu’ils ont été produits en vue d’une application pratique.

## Biographie
Né en 1727, Morellet étudie chez les Jésuites de Lyon, puis est envoyé, à quatorze ans, à Paris, au séminaire des Trente-Trois. Il étudie ensuite en Sorbonne, de 1748 à 1752, où il se lie intimement avec ses condisciples Loménie de Brienne, Jérôme Champion de Cicé et Turgot, à l’époque où la querelle de l’archevêque de Paris, Christophe de Beaumont, avec le Parlement de Paris, soulève la question de la tolérance civile et religieuse.
Tout en étudiant la théologie, il se lie avec les philosophes. Il fait ainsi connaissance avec Diderot, qu’il a rencontré chez l’abbé de Prades, et dont la thèse émeut si vivement la Sorbonne que le parlement intervient par un décret de prise de corps contre l’auteur. Morellet va voir, le dimanche en cachette, Diderot qui lui fait connaitre D’Alembert.
À l'âge de vingt-cinq ans, en 1752, au sortir de la Sorbonne, il est précepteur d’un fils du chancelier de Lorraine Chaumont de La Galaizière. Cela lui procure l’occasion de visiter l’Italie, il en rapporte le Directorium inquisitorum, composé en 1358 par le cardinal Eymerich, et qu’il traduira en 1762, sous le titre de Manuel des inquisiteurs. Le roi de Prusse Frédéric II lui  fera adresser des remerciements par D’Alembert, qui séjournait alors à Berlin.
Son premier ouvrage paraît en 1756, sous le titre de Petit écrit sur une matière intéressante. C'est une défense des protestants, écrite dans le genre de Swift. D’Alembert et Diderot sont charmés de voir un prêtre se moquer des intolérants. Dès lors, il est enrôlé dans l'Encyclopédie, où il rédigera six articles de critique littéraire, de théologie et de philosophie, parmi lesquels les articles « Fatalité », « Injures », « Fils de Dieu », « Foi », « Fondamentaux (Articles) », « Gomaristes ».
Chargé par Daniel-Charles Trudaine, directeur du commerce, de traiter la question contradictoirement avec les marchands, les fabricants et les chambres de commerce du royaume, il fait paraitre, en 1758, des Réflexions sur les avantages de la libre fabrication et de l’usage des toiles peintes, qui ont  comme résultat un arrêt du conseil établissant cette liberté.
Présenté, au retour de son voyage d’Italie, en 1759, chez Marie-Thérèse Geoffrin, dont la maison était un des rendez-vous des philosophes, il est également admis dans la société du baron d’Holbach, chez qui, loin de partager les opinions qui y dominent, il combat l’athéisme.
Le septième volume de l’Encyclopédie, paru en 1758, ayant ranimé la guerre contre les Encyclopédistes, l’Encyclopédie est supprimée par arrêt du conseil, en 1759. Le parti encyclopédique réplique à ses ennemis par une série de pamphlets violents, à laquelle Morellet ne manque pas de figurer en bonne part. 
Parmi les réponses virulentes reçues par Palissot, soutenu par le duc de Choiseul, à sa comédie des Philosophes, l’une des plus mordantes fut la Préface des Philosophes, ou Vision de Charles Palissot, dont les exemplaires, imprimés à l’étranger, arrivent à Paris, le 23 mai 1760. L’auteur anonyme de ce pamphlet va jusqu’à y mettre en scène la princesse de Robecq (Montmorency-Luxembourg), maitresse de Choiseul, connue par son aversion pour les philosophes, et qui avait assisté, quoique malade, à la première représentation de la comédie écrite contre eux par Palissot. La princesse demande vengeance au duc de Choiseul, et, lorsqu’on découvre que Morellet est l’auteur du pamphlet, il est emprisonné, le 11 juin 1760 pendant deux mois à la Bastille, avant que l’intervention de Malesherbes, du maréchal de Noailles et de la maréchale de Luxembourg ne le fassent libérer, le 30 juillet suivant. 
Après sa sortie de la Bastille, Morellet éprouve un redoublement d’amitié de la part des philosophes, et beaucoup de maisons lui ouvrent leurs portes, entre autres celles d’Anne-Catherine Helvétius, de Marie-Charlotte de Boufflers et de Suzanne Necker. Il fréquente les salons de Marie Du Deffand et de Brienne.

En 1762, Morellet se fait exposer les idées du docteur Gatti et, l’année suivante, les vulgarise, en style clair, dans ses Réflexions sur les préjugés qui s’opposent à l’établissement de l’inoculation (1763). Gatti était un docteur toscan qui avait expérimenté, bien avant la découverte de la vaccine, le procédé de l’inoculation contre le fléau de la petite vérole qui décimait les populations. Il avait inoculé les enfants d’Helvétius. Les vieux préjugés résistant toujours à la nouvelle pratique, le parlement avait cru devoir consulter, en 1762, la Faculté de théologie sur l’inoculation, et la Sorbonne s'était jointe au parlement pour la condamner. 

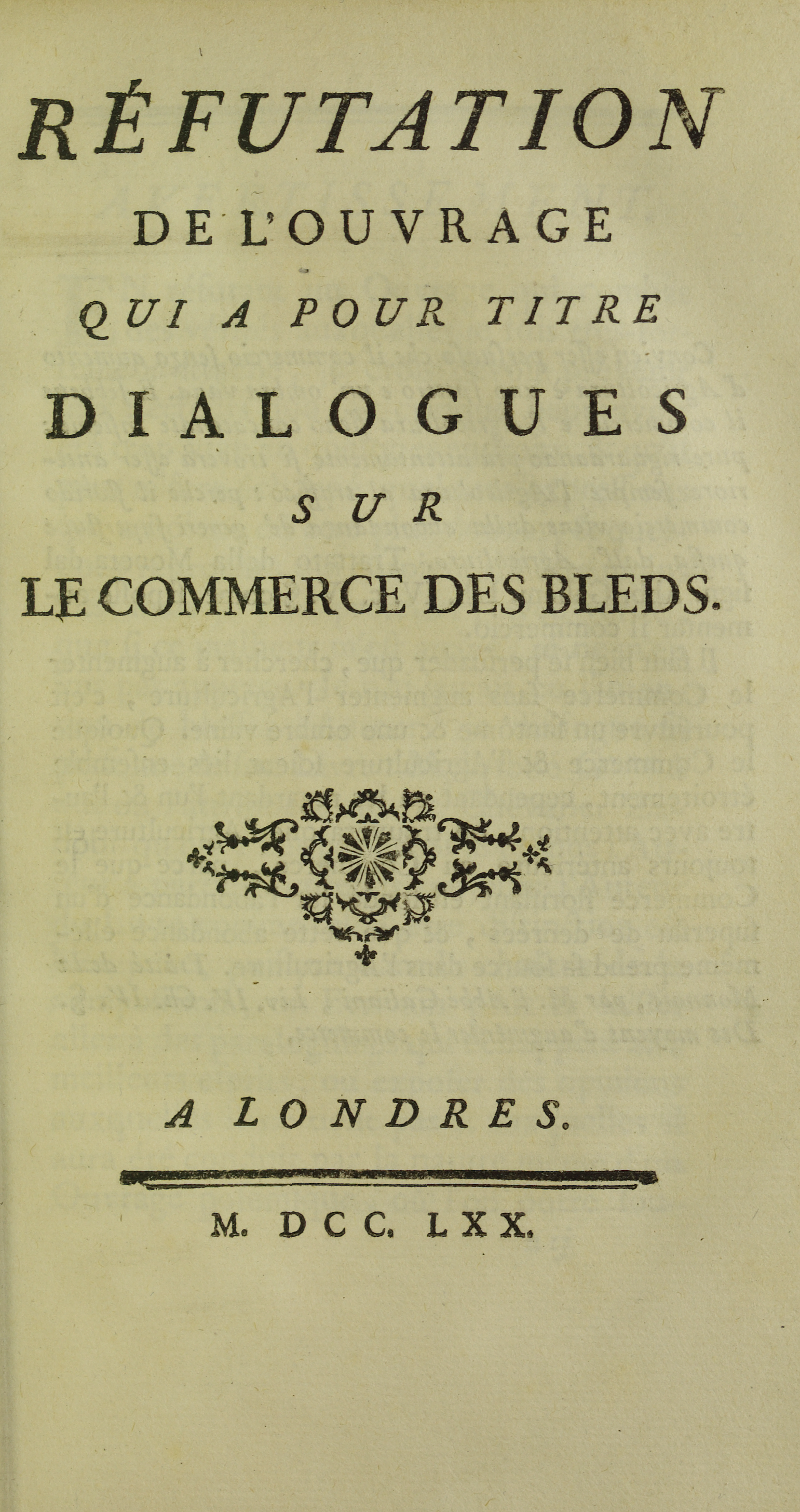
Réfutation de l'ouvrage qui a pour titre Dialogues sur le commerce des bleds, 1770.

En 1764, le contrôleur général François de L'Averdy fait rendre un arrêt du conseil qui défend d’imprimer sur les matières d’administration. Morellet compose alors un petit traité De la liberté d’écrire et d’imprimer sur les matières d’administration, qui ne fut publié qu’en 1774, sous le ministère de Jacques Turgot, avec cette épigraphe : Rara temporum felicitate, ubi sentire quæ velis, et quæ sentias scribere licet.
En 1766, sur l’invitation de  Malesherbes, il traduit le traité Des délits et des peines de Cesare Beccaria, ouvrage qui fait sensation et connaît sept éditions dans une année. Cet ouvrage entraîne la réforme des codes criminels en Europe (abolition de la question préparatoire, puis la publicité des débats, ...). Servan et Dupaty y puisent d’utiles inspirations. 
En 1769, Morellet publie le prospectus d’un Nouveau Dictionnaire du commerce. 
La polémique antilibérale engagée en 1775 par Linguet lui a inspiré un de ses pamphlets les plus piquants, la Théorie du paradoxe. Ayant fait, en 1772, un voyage en Angleterre, il a fait la connaissance de lord Shelburne, qui, devenu ministre, négocia la paix de 1783 entre la France et la Grande-Bretagne, et a bien voulu rapporter en partie l’honneur de cette paix à l’abbé Morellet, qui, dit-il, avait libéralisé ses idées. En octobre 1777, sa nièce épouse son ami Jean-François Marmontel.
Reçu, en 1785 à l’Académie française, il participe à la rédaction du Dictionnaire. Pendant la Terreur, il sauvera les archives de l’Académie.
Ses travaux lui avaient valu la fortune : il touchait en pensions et en gratifications environ trente mille livres de rente, somme énorme pour l’époque, mais la Révolution vint renverser cette fortune. Il publia alors plusieurs écrits courageux, le Cri des familles, la Cause des pères, etc. Mais il écrit aussi des pamphlets pour soulager selon lui « les sentiments d'horreur et d'indignation ». Parmi ces pamphlets, Le Préjugé vaincu, demeuré inédit, dans lequel il propose aux patriotes « qui font une boucherie de leurs semblables, de manger la chair de leurs victimes ». À travers ce pamphlet, Morellet s'inscrit dans l'idéologie de bestialisation et de criminalisation du peuple, qui commence à se développer après la chute de Robespierre, durant la période de la Convention dite « Thermidorienne ». Il en conclut qu'il ne faut pas confier la politique à tous les individus, mais aux seules personnes capables de gouverner, à recruter parmi les propriétaires. Il fustige dans un recueil la loi des otages qu'il estime liberticide et contraire à tous les principes moraux et universels, s'en prenant violemment à Théophile Berlier. 
Pour vivre, il traduisit des romans anglais, tels que les Enfants de l’abbaye (en) de Regina Maria Roche, le Confessionnal des pénitents noirs d’Ann Radcliffe, etc., mais le Consulat et l’Empire améliorèrent bientôt sa position. Joseph Bonaparte le combla de bienfaits. En 1808, il fut appelé au Corps législatif, où il siégea jusqu’en 1815.
Lors de la réorganisation de l’Institut, il fut compris dans la classe de la « Langue et littérature françaises », et il y fut un des membres les plus actifs de la commission du Dictionnaire. Il fit partie de cette société d’Auteuil qui avait recueilli dans les premières années du dix-neuvième siècle les débris du siècle passé, et qui en faisait revivre l’esprit philosophique et littéraire. Malgré les mesures révolutionnaires qui l’avaient dépouillé de sa fortune, l’abbé Morellet n’abjura jamais les principes qu’il avait autrefois soutenus en faveur de la tolérance et de la liberté de la pensée ; et même, malgré la réaction très prononcée qui avait alors de puissants organes, et qui ramenait les esprits au spiritualisme cartésien, il a défendu la philosophie des Lumières jusqu’à sa mort.

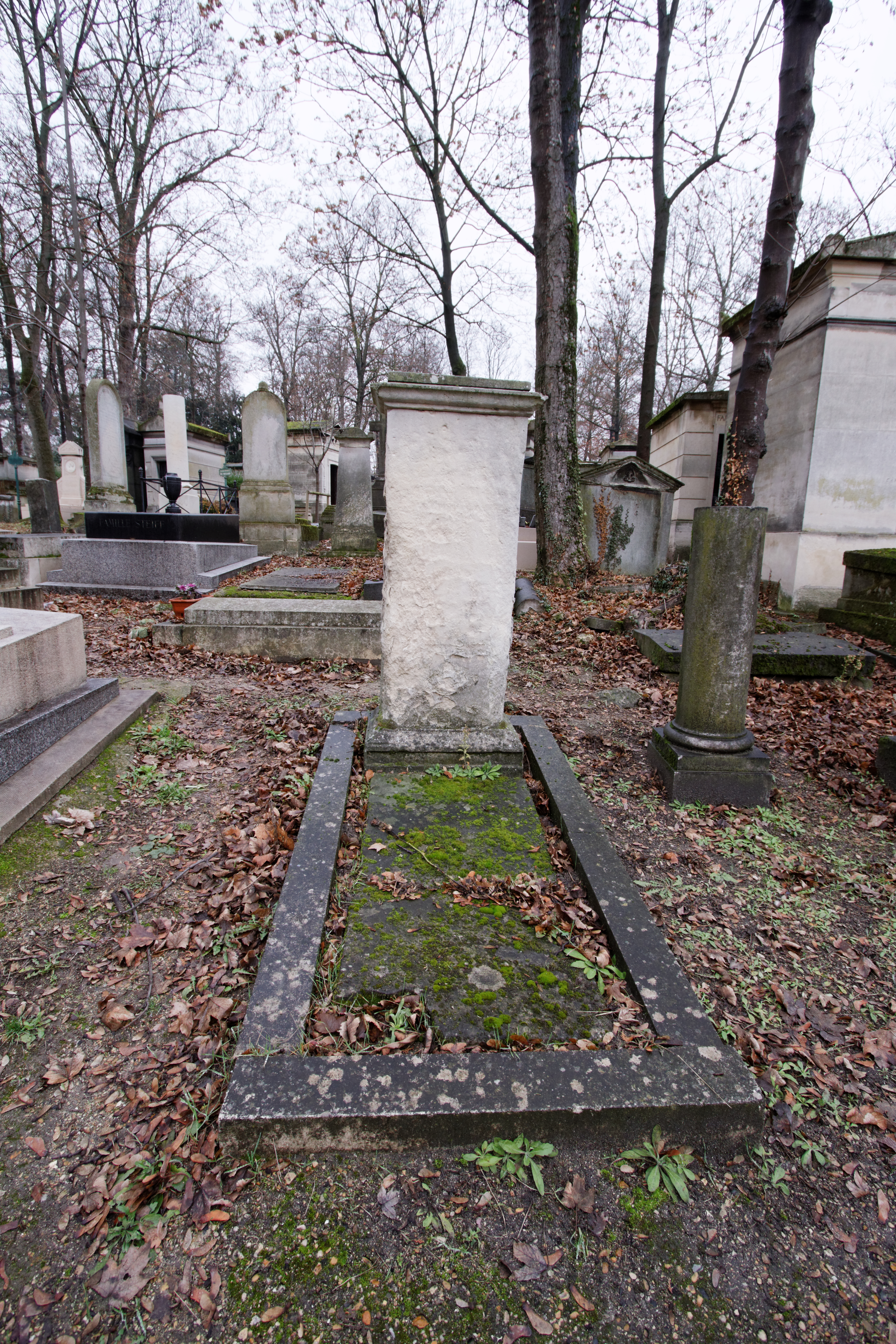
Sa tombe en 2017.

Comme économiste, il appartient à l’École classique, dont les doctrines ont préparé l’abolition des barrières qui formaient alors plusieurs royaumes distincts au sein de la France. L’importance croissante du commerce dans les États, comme élément de puissance politique, et la liaison étroite remarquée entre les progrès de l’industrie et l’accroissement des richesses sociales, créaient alors la science nouvelle de l’économie politique, dont il a été l’un des premiers adeptes, en France.

## Publications

### Principaux ouvrages
- Théorie du paradoxe (1775) et Réponse sérieuse à M. L**, par l'auteur de la théorie du paradoxe (Même année) - il s'agit d'une dispute littéraire avec l'avocat Simon-Nicolas-Henri Linguet rayé au même moment du Barreau.
- Éloges de Madame Geoffrin, contemporaine de Mme Du Deffand, par MM. Morellet, Thomas et d'Alembert, suivis de lettres de Mme Geoffrin et à Mme Geoffrin, et d'un Essai sur la conversation (1812)
- Mélanges de littérature et de philosophie du XVIIIe siècle (1818)
- Mémoires de l'abbé Morellet, de l'Académie française, sur le dix-huitième siècle et sur la Révolution (1821). Réédition : Mercure de France, Paris, 1988. Texte en ligne (extraits annotés) : c18.net
- Lettres inédites de l'abbé Morellet, sur l'histoire politique et littéraire des années 1806 et 1807, pour faire suite à ses Mémoires (1822)

### Traductions de l'anglais et de l'italien
- Prière universelle d'Alexander Pope (1760)
- Manuel des inquisiteurs de Nicolaus Eymericus (1762). Réédition : Abrégé du manuel des inquisiteurs, Jérome Millon, 2000.
- Recherches sur le style de Cesare Beccaria (1771)
- Legs d'un père à ses filles de John Gregory (1774)
- Traité des délits et des peines de Cesare Beccaria (1765) V. Ph. Audegean, Genèse et signification des délits et des peines de Beccaria, Archives de philosophie du droit, Dalloz 2010, t. 53, p. 10.
- Observations sur la Virginie de Thomas Jefferson (1786)
- L'Italien ou le Confessionnal des pénitents noirs d'Ann Radcliffe (1797)
- Voyage de découverte à l'Océan pacifique du Nord de George Vancouver (1798)
- Histoire de l'Amérique, livres IX et X contenant l'histoire de la Virginie jusqu'à l'année 1688 et celle de la Nouvelle-Angleterre jusqu'en 1652 de William Robertson (1798)
- Extrait du sermon prêché en Irlande, le jour de la commémoration de la mort de Charles Ier, en 1725-1726 de Jonathan Swift (1811)
- Enfants de l’abbaye (en) de Regina Maria Roche (1812)
- Le Moine de Matthew Gregory Lewis (1838)
- Le Tombeau d'Ann Radcliffe (1850)